# Kim Hong-do
Kim Hong-do, noto anche con lo pseudonimo di Danwon (金弘道?; 1745 – 1806), è stato un pittore coreano.
È riconosciuto come uno dei tre principali pittori del periodo Joseon assieme a Ahn Gyeon e Jang Seung-eop. I suoi lavori hanno dato nuova vita all'ultimo periodo di questa dinastia e a quello del "paesaggio realistico", che ha avuto maggiore importanza durante il regno del re Jeongjo.

## Biografia
Kim Hong-do nacque nel 1745 in una famiglia di jungin, ovvero di classe media, la quale fino ad allora non aveva mai prodotto dei pittori di corte. Il luogo della sua nascita viene convenzionalmente fatto risalire alle vicinanze di Ansan, nella provincia di Gyeonggi. 
Provenendo da una famiglia della classe media del ramo Kim, la pittura era considerata una professione di basso livello, ma pur sempre adeguata. Essendo nato e cresciuto in un periodo di transizione pacifica verso una più adeguata ridistribuzione del potere, della ricchezza e del sapere, Kim ebbe modo di seguire le sue passioni e di diventare un pittore rispettato sia a corte, sia al di fuori di essa, grazie ai suoi quadri che rappresentavano la vita quotidiana delle persone comuni, testimoniando il clima di cambiamento della società del XVIII secolo.

A partire dai sette anni, Kim imparò a dipingere grazie alle lezioni impartite dal pittore Kang Se-hwang (1713-1791). Fu grazie a una sua raccomandazione che, all'età di ventun anni, diventò un membro del Dohwaseo, l'Ufficio reale di pittura. Nel 1771 dipinse il ritratto dell'erede al trono, il futuro re Jeongjo, e nel 1773 assistette Byeon Sang-byeok nella realizzazione del ritratto del re Yeongjo. Il successo del ritratto del re Jeongjo gli permise di ottenere una posizione ufficiale come magistrato locale: entrato in contatto con le persone comuni, le loro attività giornaliere lo ispirarono a realizzare dei dipinti appartenenti alla pittura di genere, che rappresentano gran parte dei suoi lavori.

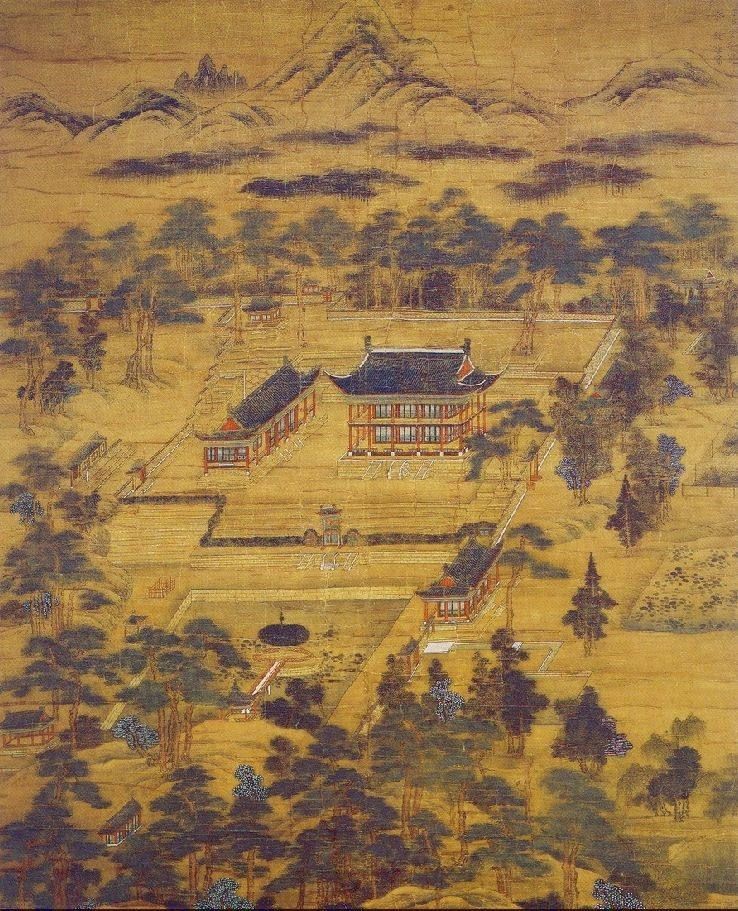
Kyuchanggak-to

Il dipinto che diede una svolta alla sua carriera e migliorò la sua reputazione fu Diciannove taoisti immortali, dipinto nel 1776. Nello stesso periodo, il re Jeongjo gli commissionò vari lavori e lo esentò dai doveri di corte affinché si potesse concentrare esclusivamente sui compiti che gli venivano affidati dalla stessa in qualità di artista. Il suo più grande lavoro fu di documentare la nuova biblioteca reale, che Jeongjo stava facendo costruire per ospitare la collezione di libri del nonno. Il quadro Kyuchanggak-to del 1776 mostra la biblioteca al centro, degli edifici che la accompagnano e un laghetto all'interno di un complesso recintato.

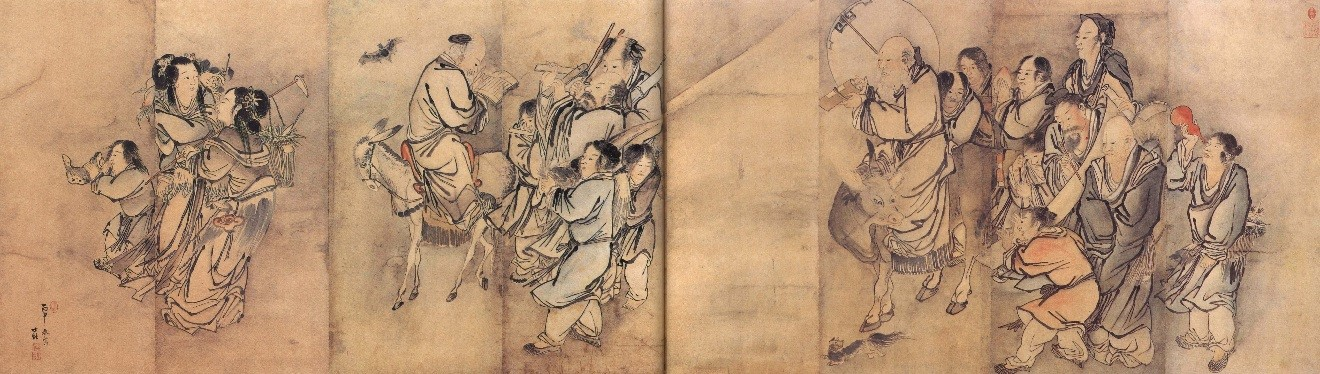
Diciannove taoisti immortali, 1776.

Il permesso concessogli dal re gli permise di viaggiare per tutta la Corea, godendo, per ordine speciale del sovrano, di un trattamento del massimo rispetto. Non ebbe problemi economici se non verso la fine della sua vita. Molti studiosi sono incerti sulla data della sua morte, ma la maggioranza la fa risalire circa al 1806.

## Produzione artistica
La carriera artistica di Kim Hong-do si può suddividere in due parti, ovverosia prima e dopo il 1795, quando venne licenziato dalla corte reale. Durante quest'ultima fase, Kim si concentrò sul disegno di paesaggi invece dei ritratti, degli animali e della pittura documentale.

### Giardino di sandalo

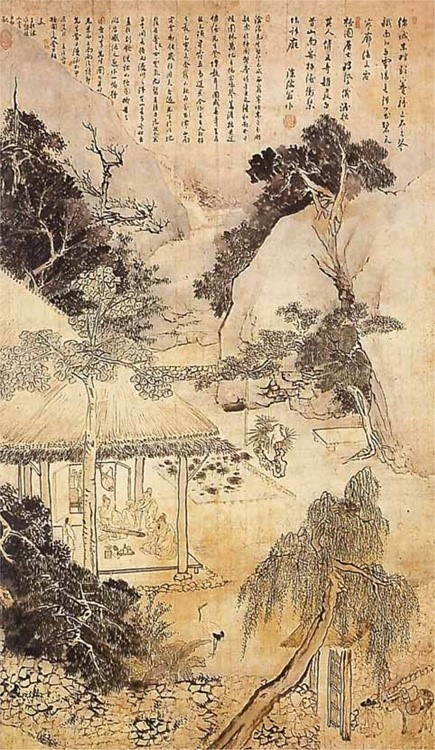
Danwon-do.

Danwon-do, ovvero Immagine del giardino di sandalo, è un dipinto realizzato da Kim Hong-do nel 1784 e commemora un piccolo incontro di amici tenutosi nella sua casa nel 1781. Fu però realizzato tre anni più tardi quando uno dei due invitati gli fece visita ad Angi, dove Kim stava ricoprendo il suo primo incarico amministrativo, quello di jalbang (responsabile dell'ufficio della corrispondenza) come premio per aver partecipato, quello stesso anno, a un progetto reale di pittura.
Il titolo può essere interpretato come un'immagine del giardino o come un ritratto dello stesso artista, Danwon. Nel Giardino di sandalo, Kim Hong-do raffigurò se stesso come un anfitrione colto, seduto in posizione eretta e vestito opportunamente con una veste dalle maniche larghe, con a poca distanza  un servo, omettendo un qualsiasi indizio sulla sua identità di pittore professionista a pagamento.
L'immagine, che si sviluppa su un rotolo verticale, presenta la casa e il giardino dell'artista, racchiuso da una recinzione e sostenuto da rocce. Di fronte ai tre amici si vedono un piccolo vassoio con una bottiglia di vino e dei bicchieri, un mortaio per l'inchiostro, un contenitore per pennelli e dei rotoli di carta.

### Album
- Album dei dipinti di genere

Questo album è composto da venticinque dipinti che mostrano la vita quotidiana della gente comune. I dipinti sono eseguiti su carta hanji, con una leggera tinta di acquarello. Può essere fatto risalire a quando Kim Hong-do aveva trenta anni perché in quel periodo aveva iniziato a sviluppare una specifica pittura di genere, dove lo sfondo veniva a mancare, mettendo così in evidenza i protagonisti dei dipinti: la gente comune.
- Album dei quattro distretti di Kumgang

Questo è l'album su cui si è discusso di più, poiché alcuni esperti sostengono che non possa essere fatto risalire a Kim Hong-do, visto le discrepanze che si possono trovare tra i dipinti all'interno di questo album e le forme tradizionali dei paesaggi della fine del XVIII secolo in Corea. Altri, invece, sostengono che, data la notevole abilità di Kim Hong-do nell'arte, non sia insolito un suo cambiamento di stile che differisse da quello tradizionale dell'epoca.
- Album dei dipinti degli anni Eulmyo (1795) e Byeongjin (1796)

L'apice del successo della carriera di Kim Hong-do sembra essere intorno al periodo in cui sono datati questi due album e contengono quasi esclusivamente dipinti di paesaggi, a cui Kim si dedicò verso la fine della sua vita.